# Helmut Kleinicke
Helmut Kleinicke ( pronunciación en alemán: /ˈhɛlmuːt ˈklaɪnɪkə/ⓘ, 19 de noviembre de 1907 - 1979) fue un ingeniero alemán que supervisó proyectos de construcción cerca del campo de concentración de Auschwitz y salvó a judíos durante el Holocausto. Kleinicke fue nombrado Justo entre las Naciones en 2018. Fue uno de los pocos miembros del Partido Nazi que recibió este reconocimiento, junto con Oskar Schindler, Karl Plagge y Georg Ferdinand Duckwitz.

## Primeros años de vida
Helmut Kleinicke nació el 19 de noviembre de 1907 en Wildemann, en Baja Sajonia, en una familia de silvicultores. En su juventud estudió ingeniería civil.   Se unió al Partido Nazi en 1933. Aunque algunos supervivientes afirmaron que había sido un oficial de las SS con el rango de Obersturmbannführer, no hay pruebas documentales de que Kleinicke sirviera en las SS, y su sobrina lo negó.  En 1941, Kleinicke fue reclutado por el equipo que inició la planificación y la construcción cerca del campo de concentración de Auschwitz. Recién casado con una mujer llamada Cilly († 2007), once años menor que él,   se mudó a Chrzanów, cerca del campo.

## Actividades de rescate
En Chrzanów, Kleinicke tuvo que elegir a habitantes judíos jóvenes y aptos para trabajar en el campo, trató relativamente bien a sus trabajadores y se esforzó por impedir el transporte a los campos de exterminio. No permitió que los miembros de las SS hicieran daño a sus empleados.  En muchas ocasiones, advirtió a los judíos sobre próximas redadas,  los salvó de ser deportados, los escondió en su ático y en su cobertizo, o los ayudó a huir a través de la frontera. A finales de 1943, sus supervisores sospecharon que estaba ayudando a los judíos a escapar después de notar una tendencia a la desaparición de los judíos bajo su cuidado, y fue destituido de su puesto y reclutado en una unidad de artillería de la Wehrmacht para luchar en el frente norte. Muchos de sus antiguos trabajadores que permanecieron después de su partida sobrevivieron al Holocausto y aportaron pruebas de sus actos.

## Posguerra
Después de la capitulación de Alemania, Kleinicke fue encarcelado por los británicos y liberado en julio de 1945.  En una declaración jurada de julio de 1948, el superviviente del Holocausto Siegmund Engländer escribió que Kleinicke había salvado judíos "sin tener en cuenta su persona" y que muchos de los supervivientes de Chrzanów debieron sus vidas a sus esfuerzos. Esta y dos cartas similares convencieron al panel de desnazificación de que Kleinicke no había sido un "nacionalsocialista convencido". Kleinicke fue exonerado en marzo de 1949.  Vivió con su esposa y su única hija (que nació después de la guerra) en Clausthal-Zellerfeld.  Según su hija, se sentía culpable por no haber salvado más vidas, y no respondió las cartas de los judíos que había rescatado.  En 1964, el Neue Ruhr Zeitung publicó la historia de uno de los rescatados que buscaba explícitamente a Kleinicke. Aunque Kleinicke leyó el artículo, no reaccionó porque temía represalias por parte de los viejos nazis. En enero de 1979 se emitió en Alemania la miniserie estadounidense Holocausto, Kleinicke la vio y quedó profundamente afectado. Tres días después sufrió un derrame cerebral y murió pocos meses después.
En Beth Lohamei Haguetatot, los judíos de Chrzanów se reúnen anualmente para conmemorar lo sucedido. Varios de ellos sobrevivieron al Holocausto gracias a los esfuerzos de Kleinicke. En un documental de septiembre de 2015, el sobreviviente del Holocausto Josef Königsberg testificó que Kleinicke le salvó la vida sacándolo de una cola de hombres que iban a ser deportados. Spiegel Online buscó entonces en los archivos de la Deutsche Dienststelle para corroborar la historia.  Yad Vashem reconoció a Kleinicke como Justo entre las Naciones en mayo de 2018. El 14 de enero de 2020, Kleinicke fue honrado póstumamente en la embajada de Israel en Berlín, en presencia del embajador Jeremy Issacharoff y del rescatado Josef Königsberg, de 95 años, quien era el que lo había estado buscando en 1964.  La  hija de Kleinicke  recibió el certificado de honor y la medalla en su nombre de su padre. Kleinicke fue el alemán número 628 en ser honrado por la organización.